# Tyrannomolpus
Tyrannomolpus is een geslacht van kevers uit de familie bladkevers (Chrysomelidae). De wetenschappelijke naam van het geslacht werd in 2017 gepubliceerd door Nadein en Leschen.

## Soorten
- Tyrannomolpus rex Nadein & Leschen, 2017[1]